# Alexandre Lagoya
Alexandre Lagoya (Alexandria, 29 de junho de 1929 – Paris, 24 de agosto de 1999) foi um violonista clássico egípcio.